# Ein Mahil
Ein Mahil (hebr. עין מאהל; arab. عين ماهل; ang. Ein Mahil) – samorząd lokalny położony w Dystrykcie Północnym, w Izraelu.
Niewielka arabska miejscowość w Dolnej Galilei, która z racji swojego położenia jest mocno odizolowana od otoczenia. Wpływa to niekorzystnie na jej rozwój. Dużym walorem Ein Mahil jest atrakcyjne turystycznie otoczenie wzgórz masywu Hare Nacerat oraz sąsiedztwo miasta Nazaret.

## Położenie
Miasteczko Ein Mahil jest położone w północno-zachodniej części masywu górskiego Hare Nacerat (około 400 m n.p.m.) w Dolnej Galilei, na północy Izraela. W jego otoczeniu znajduje się miasto Nof ha-Galil, miasteczka Kefar Kanna, Szibli-Umm al-Ganam i Dabburijja, moszawy Ilanijja i Sede Ilan, kibuc Bet Keszet, oraz wioska edukacyjna Kadoorie. Miejscowość wchodzi w skład obszaru metropolitalnego Nazaretu.
Ein Mahil jest położone w Poddystrykcie Jezreel, w Dystrykcie Północnym Izraela.

## Środowisko naturalne
Miejscowość leży na wysokości od 380 do 540 metrów n.p.m. w masywie górskim Hare Nacerat, który stanowi północną granicę intensywnie użytkowanej rolniczo Doliny Jezreel w Dolnej Galilei. Leży na zachodnich zboczach góry Har Jona (573 m n.p.m.). Po stronie południowej wznosi się masyw góry Debory (431 m n.p.m.). Teren na północy stromo opada około 200 metrów w dół do doliny Bikat Turan, natomiast w kierunku wschodnim łagodnie opada ku wzgórzom Wyżyny Sirin. Ze zboczy góry Har Jona w rejonie miejscowości Ein Mahil spływają w kierunku południowym strumienie Barak Ben Avin'om i Debora. Okoliczne wzniesienia porośnięte są lasami.

## Historia
Nie jest znana dokładna data powstania Ein Mahil. Prawdopodobnie istniała już w czasach wypraw krzyżowych, jednak pierwsza wzmianka pojawia się o niej dopiero w 1596 roku w tureckim rejestrze podatków. W owym czasie wioska liczyła 28 rodzin muzułmańskich, które płaciły podatki z upraw pszenicy, jęczmienia, drzew owocowych oraz hodowli kóz. Na początku XIX wieku wioska była zamieszkana głównie przez pasterzy. Po I wojnie światowej w 1918 roku wraz z całą Palestyną wioska przeszła pod panowanie Brytyjczyków. Utworzyli oni w 1921 roku Brytyjski Mandat Palestyny. W poszukiwaniu skutecznego rozwiązania narastającego konfliktu izraelsko-arabskiego w dniu 29 listopada 1947 roku została przyjęta Rezolucja Zgromadzenia Ogólnego ONZ nr 181. Zakładała ona między innymi, że wioska Ein Mahil miała znaleźć się w granicach nowo utworzonego państwa arabskiego. Arabowie odrzucili tę Rezolucję i dzień później doprowadzili do wybuchu wojny domowej w Mandacie Palestyny. W trakcie jej trwania rejon wioski zajęły siły Arabskiej Armii Wyzwoleńczej, które paraliżowały żydowską komunikację w rejonie. Podczas I wojny izraelsko-arabskiej w trakcie operacji „Dekel” w lipcu 1948 roku wioskę zajęły wojska izraelskie. W odróżnieniu od wielu wiosek w Galilei, Izraelczycy nie wysiedlili jednak mieszkańców Ein Mahil, dzięki czemu zachowała ona swoją arabską tożsamość. W 1965 roku uzyskała status samorządu lokalnego. W 2009 roku burmistrz sąsiedniego miasta Nacerat Illit ogłosił plan budowy nowej dzielnicy przeznaczonej do ultraortodoksyjnych Żydów, która została wybudowana na położonej na północnym zachodzie górze Har Jona. Teren tej dzielnicy oddzielono granicą administracyjną od Ein Mahil, jednak mieszkańcy nieustannie krytykują rozwój terytorialny Nacerat Illit.

### Nazwa
Nazwa miejscowości oznacza koniczynę, chociaż istnieją także inne tłumaczenia tej nazwy.

## Demografia
Według danych Izraelskiego Centrum Danych Statystycznych w 2011 roku w Ein Mahil żyło prawie 11,7 tys. mieszkańców, wszyscy Arabowie muzułmanie. Jest to niewielkie miasteczko, którego populacja charakteryzuje się niewielkim, lecz stałym wzrostem liczebności. Według danych z 2011 roku przyrost naturalny w porównaniu do poprzedniego roku wyniósł 2,4%. W roku tym urodziło się 266 dzieci, a zmarło 227 osób (odnotowano 3 zgony niemowląt). Według danych za 2010 rok liczba zatrudnionych pracowników wynosiła 3403, a liczba osób pracujących na własny rachunek wynosiła 243. Średnie miesięczne wynagrodzenie w 2010 roku wynosiło 4153 ILS (średnia krajowa 7522 ILS). Zasiłki dla bezrobotnych pobierało 60 osób, w tym 50 mężczyzn (średni wiek: 43 lat). Świadczenia emerytalne oraz rentowe pobierało 391 osób, a zapomogi społeczne 1174 osoby.
| Wiek (w latach) | Procent populacji w % |
| --------------- | --------------------- |
| 0 – 4           | 10,5                  |
| 5 – 9           | 11,6                  |
| 10 – 14         | 13,0                  |
| 15 – 19         | 10,6                  |
| 20 – 29         | 16,2                  |
| 30 – 44         | 20,3                  |
| 45 – 59         | 12,7                  |
| 60 – 64         | 1,7                   |
| 65 –            | 3,4                   |

Źródło danych: Central Bureau of Statistics.

## Symbole
Herb Ein Mahil został przyjęty i oficjalnie opublikowany w marcu 1990 roku. Herb jest wykonany w kształcie tarczy herbowej, wewnątrz której umieszczono meczet z wieżą minaretu. Dodatkowo, w dolnej części herbu widnieje nazwa miasta w języku arabskim عين ماهل, a powyżej tarczy herbowej w hebrajskim עין מאהל. Oficjalna flaga miasta jest w kolorze białym z niebieskim herbem pośrodku.

## Gospodarka
Lokalna gospodarka opiera się głównie na handlu i rzemiośle. Część mieszkańców dojeżdża do pracy w strefach przemysłowych w sąsiednim mieście Nacerat Illit.

## Infrastruktura
W miejscowości nie ma szpitala, jednak w sąsiednim Nazarecie są zlokalizowane Szpital Świętej Rodziny (tzw. Włoski Szpital), Szpital Nazaret (tzw. Angielski Szpital) oraz Szpital św. Wincenta à Paulo (tzw. Francuski Szpital). W miejscowości jest tylko przychodnia zdrowia.

## Transport
Miejscowość jest położona na uboczu, w pewnym oddaleniu od głównych arterii komunikacyjnych Dolnej Galilei. Z Ein Mahil wyjeżdża się lokalną drogą w kierunku zachodnim, by po około 0,3 km dojechać do skrzyżowania z ulicą Ma’ale Icchak w Nacerat Illit. Jadąc nią na południe, mija się strefę przemysłową i dociera do skrzyżowania z drogą nr 6400, która prowadzi na północny zachód do rodna z drogą nr 79 i nr 754. Jadąc ulicą Ma’ale Icchak dalej na południowy zachód, dojeżdża się do miasta Nazaret i skrzyżowania z drogą nr 75. Głównym środkiem transportu są dalekobieżne autobusy linii Egged i lokalne autobusy linii Kavim. Przez cały dzień autobusy regularnie odjeżdżają do Nacerat Illit i Nazaretu.
W 2011 roku w miejscowości było zarejestrowanych 2740 pojazdów silnikowych, w tym 2232 samochodów osobowych (średnia wieku samochodów prywatnych wynosiła 10 lat). W roku tym w mieście doszło do 4 wypadków.

## Architektura
Pierwotnie była wieś rolnicza, jednak wraz ze wzrostem liczebności mieszkańców zaprzestano gospodarki rolnej. Kolejne domy budowano w sposób chaotyczny, bez zintegrowanej infrastruktury, która umożliwiałaby korzystanie z budynków publicznych i usług komunalnych. Rozwój miasta jest w znacznym stopniu ograniczony przez ekspansję terytorialną sąsiedniego żydowskiego miasta Nacerat Illit, które otacza miasteczko od zachodu i północnego zachodu. W 2009 roku rozpoczęto budowę nowego osiedla, które zajęło położone na północy wzgórza. Powoduje to coraz głębszą izolację tej arabskiej miejscowości.

## Edukacja
Zgodnie z danymi Izraelskiego Centrum Danych Statystycznych w Ein Mahil mieści się 6 przedszkoli oraz 3 szkoły podstawowe i 1 szkoła średnia. W 2011 roku w 125 klasach szkolnych uczyło się prawie 3,4 tys. uczniów, w tym 1,5 tys. w szkołach podstawowych. Średnia liczba uczniów w klasie wynosiła 27.

## Sport
W centralnej części miejscowości znajduje się boisko do piłki nożnej. Dodatkowo przy szkołach znajdują się sale sportowe oraz mniejsze boiska.

## Wojsko
W odległości około 3 km na północnym wschodzie znajduje się baza wojskowa Chawat Ha-Szomer.